# Fakultativt tog
Et fakultativt tog er et tog, der er medtaget i jernbanernes interne køreplan, tjenestekøreplanen, men som kun kører, når det tillyses, dvs. gives besked om at det skal køre. I modsætning til særtog er det tog, man på forhånd regner med skal køre, men hvor man i modsætning til de almindelige plantog ikke nødvendigvis ved på hvilke dage eller i hvilket omfang. Ved at optage dem i tjenestekøreplanen på forhånd er man imidlertid forberedt på dem.
Der skelnes mellem fakultative persontog, godstog og materieltog, i det formålene for de enkelte dog kan være vidt forskellige. Fakultative persontog kan være ekstrakørsel i forbindelse med store messer eller sportsstævner eller særlige tog i forbindelse med lejrskoler. Fakultative godstog kan være aktuelle, hvis mængden af gods varierer, så der måske ikke er brug for lige mange godstog hver dag og i perioder måske slet ikke. Fakultative materieltog kan være kørsel til og fra værksteder eller prøvekørsler. Endelig kan der for alle varianter være tale om særlige planer til brug ved uregelmæssigheder, f.eks. hvis kraftigt snefald gør det umuligt at følge de normale køreplaner.
| Jernbane | Spire Denne jernbaneartikel er en spire som bør udbygges. Du er velkommen til at hjælpe Wikipedia ved at udvide den. |